# Kanton La Chambre
Het Kanton La Chambre is een voormalig kanton in het bergachtige departement Savoie, gelegen in het zuidoosten van Frankrijk. Het gelijknamige La Chambre was de hoofdplaats van het kanton, dat deel uitmaakte van het arrondissement Saint-Jean-de-Maurienne. Het kanton telde 6184 inwoners (1999).
Het kanton werd op 22 maart 2015 opgeheven waarbij de gemeenten werden opgenomen in het aangrenzende kanton Saint-Jean-de-Maurienne.

## Talen
De talen die in Kanton La Chambre werden gesproken zijn:
- Frans
- Savoyaards (bedreigde minderheidstaal)

## Gemeenten
Het kanton La Chambre omvatte de volgende gemeenten:
- La Chambre (hoofdplaats)
- La Chapelle
- Les Chavannes-en-Maurienne
- Montaimont
- Montgellafrey
- Notre-Dame-du-Cruet
- Saint-Alban-des-Villards
- Saint-Avre
- Saint-Colomban-des-Villards
- Saint-Étienne-de-Cuines
- Saint-François-Longchamp
- Sainte-Marie-de-Cuines
- Saint-Martin-sur-la-Chambre
- Saint-Rémy-de-Maurienne